# Limanda
Limanda is een geslacht van straalvinnige vissen uit de familie van schollen (Pleuronectidae).

## Soorten
- Limanda aspera  (Pallas, 1814) – Japanse schar
- Limanda ferruginea (Storer, 1839) – Zandschar
- Limanda limanda  (Linnaeus, 1758) – Schar
- Limanda proboscidea  Gilbert, 1896
- Limanda punctatissima  (Steindachner, 1879)
- Limanda sakhalinensis Hubbs, 1915